# Pleuropogon refractus
Pleuropogon refractus är en gräsart som först beskrevs av Samuel Frederick Gray, och fick sitt nu gällande namn av George Bentham och George Vasey. Pleuropogon refractus ingår i släktet nickgrässläktet, och familjen gräs. Inga underarter finns listade i Catalogue of Life.